# Réna
Réna (319 m n. m.) je zalesněný vrchol na okraji Bobravské vrchoviny, jihovýchodně od města Ivančice, na katastrálním území Kounického Předměstí. Masiv kopce je ze severu a východu obtékán řekou Jihlavou, ze západu potom řekou Rokytnou, která se do Jihlavy v Ivančicích vlévá. Po jižním okraji vede železniční trať Brno – Hrušovany nad Jevišovkou-Šanov, která Rénu odděluje od prostoru Krumlovského lesa.
Na severozápadním ostrohu Rény se nacházelo hradiště, předchůdce dnešních Ivančic.
Na severním okraji masivu, nad Ivančicemi, 1 km severozápadně od vrcholu, byla v roce 1930 postavena rozhledna Alfonse Muchy, rekonstruovaná v roce 2000.